# فسفاتیدیل‌سرین
فسفاتیدیل‌سرین (به انگلیسی: Phosphatidylserine) با فرمول شیمیایی C13H24NO10P یک فسفولیپید غشایی با شناسه پاب‌کم ۴۴۵۱۴۱ است. که جرم مولی آن ۳۸۵٫۳۰۴ g/mol می‌باشد.
فسفاتیدیل سرین مانند فسفاتیدیل کولین در دسته نوتروپیک ها قرار میگیرد ولی بر خلاف کولین و فسفاتیدیل کولین که علاوه بر گوشت و ماهی در منابعی همچون سویا و تخمه خوراکی وجود دارد ، فسفاتیدیل سرین تز منابع حیوانی و‌عمدتا مغز گاو و‌حیوانات دیگر مصرف میشود.

## فسفاتیدیل سرین( PS )
فسفاتیدیل سرین ماده طبیعی است که باعث انعطاف‌پذیری غشای سلول‌ها می‌شود؛ در نتیجه سلول‌های عصبی می‌توانند به راحتی با هم ارتباط داشته باشند. همچنین سلول‌های مغزی را در مقابل آسیب رادیکال‌های آزاد حفظ می‌کند و تولید استیل کولین را تحریک می‌کند.
در سنین جوانی PS کافی در بدن تولید می‌شود ولی بعد از ۴۰ سالگی، تولید آن کم می‌شود و بدن نیاز به مکمل دارد.تحقیقات اخیر نشان می‌دهد کهPS مشکلات مربوط به حافظه را در کسانی که تازه دچار آلزایمر شده اند، بهبود می‌بخشد.دوز توصیه شده ۱۰۰ میلی گرم در روز است. 
یک مکمل رژیمی است که  به عنوان درمان بالقوه‌ی، بیماری آلزایمر و سایر مشکلات حافظه مورد توجه قرارگرفته‌است. نتایج چند بررسی که با فسفاتیدیل سرین انجام شده، حاکی از منافع آن بوده و سبب بهبود توان‌ها و رفتارهای شناختی شده‌است. اما بهبودی حافظه فقط چند ماهی به  طول انجامیده و درافرادی دیده شده‌است که دارای حداقل شدت نشانه‌ها بوده‌اند.
درآغاز، مکمل‌های فسفاتیدیل سرین ازیاخته‌های مغز گاو تهیه می‌شد. اما،از آنجا که نگرانی‌هایی در مورد بیماری جنون‌گاوی وجود داشت، بسیاری از کارخانه‌های سازنده اکنون مکمل‌های فسفاتیدیل سرین را ازمشتقات سویا یا کلم تهیه می‌کنند. نتایج بررسی‌های آغازین، اگرچه امیدوارکننده بود ولی با مکمل‌های فسفاتیدیل سرین گاوی انجام شده بود. هنوز روشن نیست که آیا مکمل‌های فسفاتیدیل سرین گیاهی نیز دارای همان منافع باشند.
باید به‌خاطرداشت که سازمان غذا و داروی آمریکا بر مدارک مربوط به مضار و منافع بالقوهٔ فسفاتیدیل سرین یا هرنوع مکمل دیگر نظارت ندارد و به‌هرحال بهتر است پیش از شروع مصرف مکمل‌ها نظر پزشک را جویا شد.